# 加藤智陽
加藤 智陽（かとう ちはる、1996年4月11日 - ）は、埼玉県熊谷市出身のプロサッカー選手。ポジションはSB、WB。

## 来歴
浦和レッズのジュニアユース出身で、2019年には7人制のサッカーであるソサイチのチーム「LAZO.FC」に在籍していた。
2020年12月25日、2021年シーズンからジュビロ磐田に加入することが発表された。シーズン終了後、契約満了により退団した。2021年12月9日、フクダ電子アリーナで行われたJリーグ合同トライアウトに出場。
2022年11月28日、カンセキスタジアムとちぎで行われたJリーグ合同トライアウトに出場。

## 所属クラブ
- 江南南サッカー少年団
- 浦和レッズJr.ユース
- 西武台高等学校
- 2015年 - 2018年 専修大学
- 2019年7月 - 同年9月  ロッチデール・ローバーズ（英語版）（セミプロチーム）
- 2020年6月 - 同年12月  ACカヤーニ（英語版）
- 2021年  ジュビロ磐田
- 2022年 -  品川CC横浜

## 個人成績
| 国内大会個人成績 | 国内大会個人成績 | 国内大会個人成績 | 国内大会個人成績 | 国内大会個人成績 | 国内大会個人成績 | 国内大会個人成績 | 国内大会個人成績 | 国内大会個人成績 | 国内大会個人成績 | 国内大会個人成績 | 国内大会個人成績 |
| 年度             | クラブ           | 背番号           | リーグ           | リーグ戦         | リーグ戦         | リーグ杯         | リーグ杯         | オープン杯       | オープン杯       | 期間通算         | 期間通算         |
| 年度             | クラブ           | 背番号           | リーグ           | 出場             | 得点             | 出場             | 得点             | 出場             | 得点             | 出場             | 得点             |
| フィンランド     | フィンランド     | フィンランド     | フィンランド     | リーグ戦         | リーグ戦         | リーグ杯         | リーグ杯         | オープン杯       | オープン杯       | 期間通算         | 期間通算         |
| ---------------- | ---------------- | ---------------- | ---------------- | ---------------- | ---------------- | ---------------- | ---------------- | ---------------- | ---------------- | ---------------- | ---------------- |
| 2020             | カヤーニ         | 14               | ウッコネン       | 12               | 1                | -                | -                | -                | -                | 12               | 1                |
| 日本             | 日本             | 日本             | 日本             | リーグ戦         | リーグ戦         | リーグ杯         | リーグ杯         | 天皇杯           | 天皇杯           | 期間通算         | 期間通算         |
| 2021             | 磐田             | 41               | J2               | 0                | 0                | -                | -                | 1                | 0                | 1                | 0                |
| 通算             | フィンランド     | フィンランド     | ウッコネン       | 12               | 1                | -                | -                | -                | -                | 12               | 1                |
| 通算             | 日本             | 日本             | J2               | 0                | 0                | -                | -                | 1                | 0                | 1                | 0                |
| 総通算           | 総通算           | 総通算           | 総通算           | 12               | 1                | -                | -                | 1                | 0                | 13               | 1                |

## タイトル

### クラブ
ジュビロ磐田
- J2リーグ：2021年